# Remisja
Remisja (łac. remissio) – okres schorzenia, który charakteryzuje się brakiem objawów chorobowych. Określenie to jest stosowane w odniesieniu do chorób przewlekłych o przebiegu nawracającym (np. hematologia, onkologia, psychiatria, laryngologia, urologia, dermatologia). Używanie pojęcia remisja jest konieczne w przypadku chorób i zaburzeń, w których nie można zdefiniować wprost co oznacza „wyleczenie”, co jest wskaźnikiem „braku choroby”.
Pojęcie dotyczy również chorób wirusowych, w przypadku których genom wirusa po przedostaniu się do organizmu pozostaje w nim do końca życia, okresowo ujawniając objawy, bądź też pozostając w uśpieniu. Zwyczajowo nie mówi się o opryszczce jako o przewlekłej chorobie przebiegającej z nawrotami, aczkolwiek biorąc pod uwagę etiologię, opryszczka jest chorobą remitującą i zaostrzającą się.
Podobna sytuacja ma miejsce np. w psychiatrii – w przebiegu większości chorób psychicznych poprzez terapię (farmakoterapie, psychoterapie etc.) dąży się do trwałej remisji objawów choroby. Jednak wiedza medyczna jest zbyt mała jak na razie, by można było określić czy remisja jest równoznaczna z wyleczeniem w danej jednostce chorobowej.
Remisja może być samoistna lub pod wpływem leczenia. Niekiedy mówi się także o remisji częściowej (niepełnej).

Przeczytaj ostrzeżenie dotyczące informacji medycznych i pokrewnych zamieszczonych w Wikipedii.